# Карибжанов, Фазыл Каримович
Фазыл Каримович Карибжанов (24 ноября 1912 года, аул № 6 (Айбас), Омский уезд, Акмолинская область, Российская империя — 25 августа 1960 года, Алма-Ата, Казахская ССР, СССР) — советский партийный и государственный деятель, председатель Президиума Верховного Совета Казахской ССР (1960).

## Биография
Родился на территории современного Шербакульского района Омской области России в семье кочевника-скотовода. Отец скончался в 1913 год, и все заботы о пятерых детях легли на плечи матери Алипы. В раннем детстве в результате несчастного случая мальчик потерял один глаз. Происходит из подрода  Атығай племени  Арғын Среднего жуза
В 1925 году Фазыл уже подростком пошёл учиться в школу, где в 1927 год был принят в ряды комсомола. В 1929 год, по окончании пяти классов поселковой школы, он пошёл учиться на рабочий факультет в Омск по путёвке Шербакульского районного комитета ВЛКСМ. В 1933 году поступил в Сибирский сельскохозяйственный институт. После окончания института с красным дипломом в 1938 году Карибжанов устраивается агрономом в семеноводческое хозяйство «Новая жизнь» в Знаменском районе. В том же году его переводят в Казахскую ССР и сначала назначают заведующим Кокчетавским сортоиспытательным участком, а затем переводят в Северо-Казахстанскую область.
В 1940 году Карибжанов вступил в ряды ВКП(б). В марте того же года был назначен заведующим Петропавловским сортоиспытательным участком в селе Архангельское Северо-Казахстанской области. С 1941 года работал заведующим сельскохозяйственным отделом Северо-Казахстанского областного комитета ВКП(б). Почти весь военный период провёл в аппарате Северо-Казахстанского областного комитета КП(б) Казахстана: сначала инструктором, с октября 1942 года — заместителем заведующего, а с июля 1944 года — заведующим сельскохозяйственным отделом. В 1944 году за перевыполнение плана Северо-Казахстанской областью по сдаче животноводческой продукции был награждён грамотой Президиума Верховного Совета Казахской ССР.
В феврале 1945 года Карибжанов был утверждён заместителем заведующего совхозным отделом (с мая 1946 года — сельскохозяйственным отделом) ЦК КП(б) Казахстана. За доблестный труд в Великой Отечественной войне и в связи с 25-летием Казахской ССР он был награждён орденом «Знак Почёта». Осенью 1946 года Карибжанов стал вторым секретарём Карагандинского областного комитета КП(б) Казахстана. За вклад в развитие сельского хозяйства Карагандинской области в 1947 году был награждён вторым орденом «Знак Почёта».
В июне 1951 года Карибжанов был избран председателем Карагандинского исполкома областного совета депутатов трудящихся, а в декабре — заведующим сельскохозяйственным отделом ЦК КП(б) Казахстана. В апреле 1953 года стал министром сельского хозяйства и заготовок Казахской ССР, в феврале 1954 года был избран секретарём ЦК Компартии Казахстана по сельскому хозяйству. В 1957-1960 годах занимал должность второго секретаря ЦК Компартии Казахстана. Активно участвовал в модернизации аграрного сектора республики: организационном усилении сельскохозяйственных и земельных органов управления, укреплении машинно-тракторных станций и колхозов руководящими кадрами и специалистами сельского хозяйства, повышении их роли и ответственности за результаты порученной работы. В 1956 году Казахстан впервые сдал государству миллиард пудов хлеба. За это достижение, а также за большие заслуги в освоении целинных и залежных земель, проведение уборки урожая и хлебозаготовок Карибжанов в 1957 году был награжден орденом Ленина, а в 1959 году — медалью «За трудовую доблесть».
В марте 1960 года Карибжанов занял должность председателя Президиума Верховного Совета Казахской ССР. Однако уже 25 августа скончался в возрасте 48 лет и был похоронен в парке 28 панфиловцев города Алма-Аты.

## Награды
- Орден Ленина (1957)
- Дважды орден «Знак Почёта» (1945, 1947)
- Почётная грамота Верховного Совета Казахской ССР (1944)